# Nether Skyborry
Nether Skyborry – osada w Anglii, w hrabstwie Shropshire. Leży 45 km na południowy zachód od miasta Shrewsbury i 223 km na północny zachód od Londynu.